# سایبرلینک
سایبرلینک کورپوریشن (انگلیسی: CyberLink Corporation) شرکت نرم‌افزاری تایوانی است، که در سال ۱۹۹۶ تأسیس شد.